# Spencer Grammer
Spencer Grammer, født 9. oktober 1983 i Los Angeles i Californien, er en amerikansk skuespillerinde. Hun er datter til skuespilleren Kelsey Grammer. 
Siden 2007 har hun spillet en af hovedrollerne i tv-serien Greek. Siden december 2013 har han lagt stemme til Summer Smith i science-fiction tv-serien Rick and Morty, der vises på Adult Swim.

Spencer Grammer har siden 2011 været gift med James Hesketh.